# Hugh S. Gibson

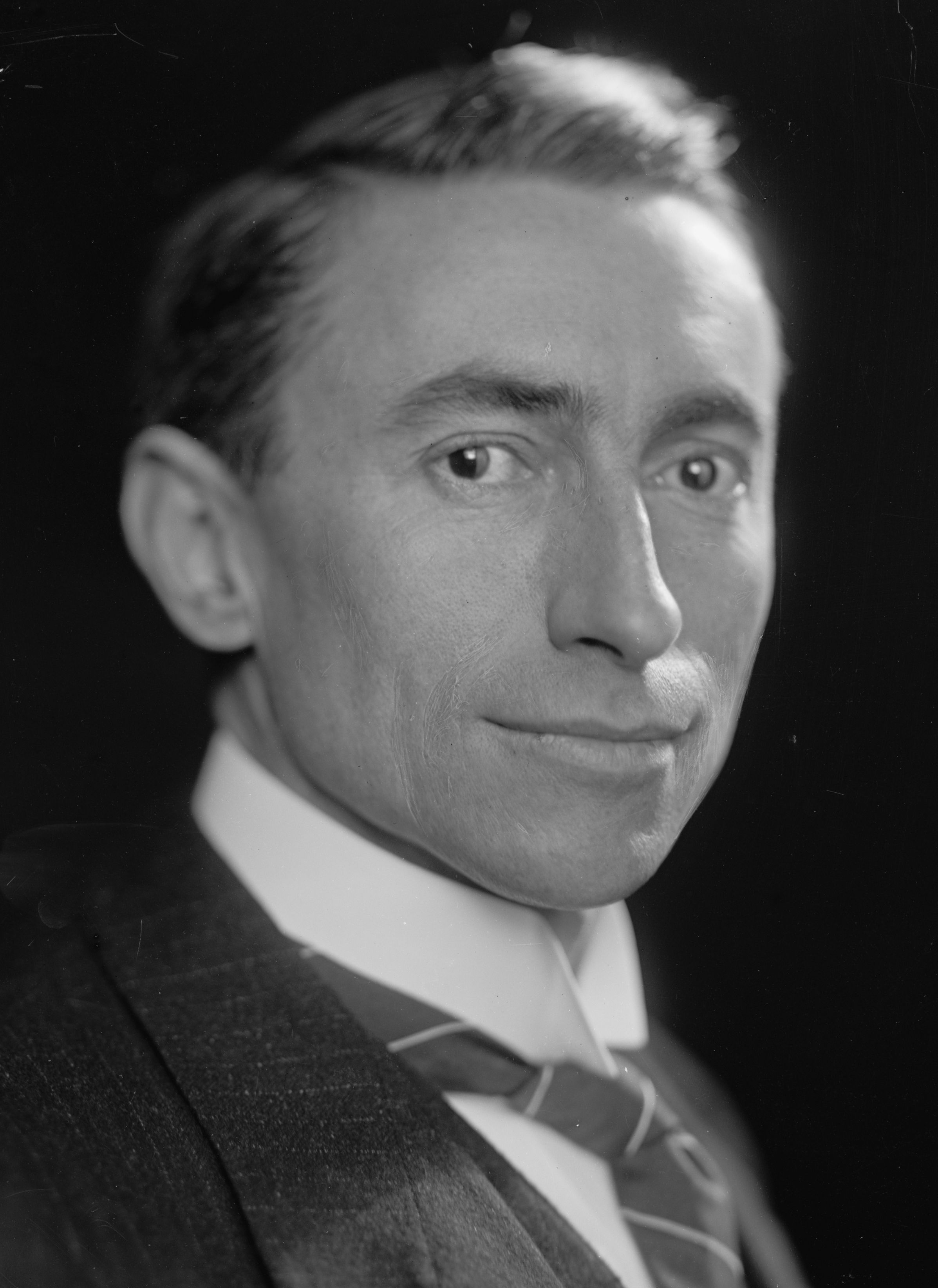
Hugh S. Gibson (ohne Jahr)

Hugh Simons Gibson (geboren 16. August 1883 in Los Angeles; gestorben 12. Dezember 1954 in Genf) war ein US-amerikanischer Diplomat.

## Leben
Hugh S. Gibson studierte an der École libre des sciences politiques  in Paris und trat, mit der Sprache der Diplomatie, Französisch, ausgerüstet, in den United States Foreign Service ein. Seine Ausbildungsstationen waren in Honduras und London, Washington, D.C. und Kuba. Er war seit 1914 in Brüssel eingesetzt, als die Deutsche Armee Belgien eroberte. Noch vor dem Kriegseintritt der USA ging er 1916 nach London. Im März 1918 war er wieder in Paris und nach Kriegsende Mitglied der von Archibald Cary Coolidge geleiteten Coolidge Mission in den Staaten des ehemaligen Österreich-Ungarns.
Im April 1919 wurde er Generalbevollmächtigter der USA im wiedererrichteten Polen, das im Krieg mit dem bolschewistischen Russland, in Grenzstreitigkeiten mit Deutschland und Litauen und in Streitigkeiten über Volksabstimmungen in den Grenzregionen lag, in Gibsons Wahrnehmung zwischen Bolschewiken auf der einen Seite und Hunnen auf der anderen. Einer seiner wenigen  Gesandtschaftssekretäre war Arthur Bliss Lane, der 1944  Botschafter in Polen wurde. Die wirtschaftlichen, sozialen und ethnischen Spannungen in Polen entluden sich zusätzlich in mehreren Pogromen, für die in Teilen der US-amerikanischen Presse und Politik die polnische Regierung verantwortlich gemacht wurde, während Gibson in seinen diplomatischen Berichten versuchte, auf das schwierige Erbe aus der hundertfünfzigjährigen Besatzungsgeschichte hinzuweisen.
Seit Februar 1922 war Gibson mit der Belgierin Ynès Reyntiens verheiratet. 1924 wurde er Botschafter in der Schweiz und 1927 in Belgien. Gibson wurde ab 1925 zu verschiedenen internationalen Konferenzen zu den Themen Abrüstung und maritime Abrüstung entsandt, bei denen er auch  mit der Leitung betraut wurde.
Mit Beginn der Präsidentschaft Franklin D. Roosevelt 1932 wurde Gibson, der ein Parteigänger Herbert Hoovers war, Botschafter in Brasilien. Gibson vermittelte bei den Friedensverhandlungen in Buenos Aires nach dem Chacokrieg zwischen Bolivien und Paraguay.  1937 wurde er erneut Botschafter in Belgien, 1938 zog er sich aus dem Auswärtigen Dienst zurück und ging nach London. Nach Beginn des Zweiten Weltkriegs koordinierte er die US-amerikanische Hilfe für die Zivilbevölkerung in den von den Deutschen besetzten Ländern Tschechien, Polen, Dänemark, Norwegen, Niederlande, Belgien, Luxemburg und Frankreich. Ab 1941 arbeitete in den USA als Herausgeber beim Verlag Doubleday Doran und war für den Verlag nach Kriegsende an der Herausgabe der Tagebücher von Joseph Goebbels, von Galeazzo Ciano und  von Ulrich von Hassell beteiligt. 1946 assistierte er Hoover, der von Präsident Harry S. Truman beauftragt war, eine weltweite Hungerhilfe zu koordinieren. Mit Hoover besuchte er im Januar 1947 Deutschland, Österreich und Italien („The President’s Economic Mission to Germany and Austria“), in dessen Ergebnis die Ziele des Morgenthau-Plans ad acta gelegt wurden.
Gibson wurde danach nach Genf entsandt und arbeitete als Direktor für die Internationale Organisation für Migration.

## Schriften (Auswahl)

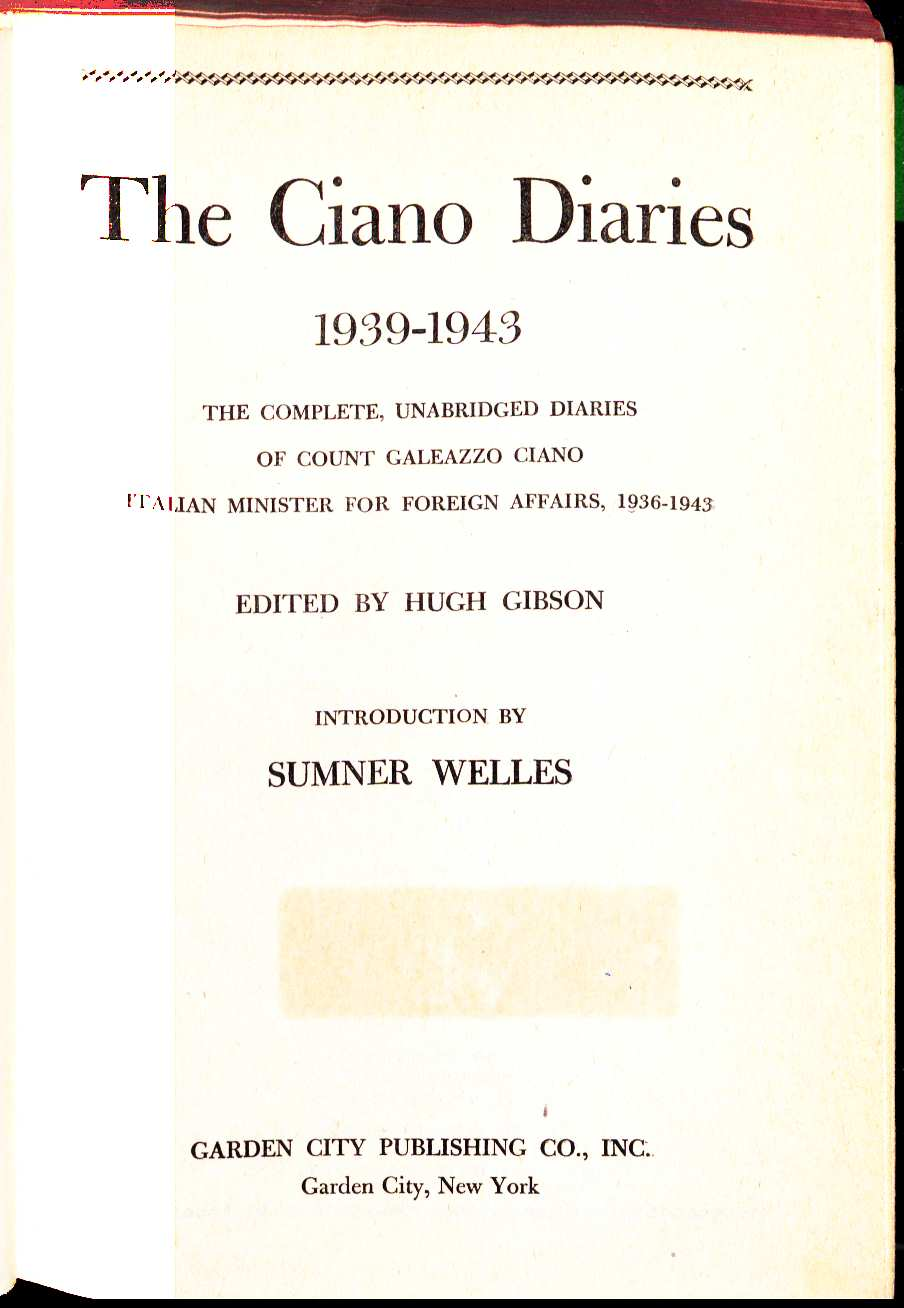
The Ciano Diaries 1939–1943

- A Journal from Our Legation in Belgium. Doubleday Page, New York 1917.
- Rio. Doubleday Doran, New York 1937. (Fotobuch)
- Belgium. Doubleday Doran, New York 1938.
- mit Herbert Hoover: The Problems of Lasting Peace. Doubleday Doran, New York 1942.
- mit Herbert Hoover und Beitrag in: Prefaces to peace : a symposium. Simon and Schuster, New York 1943.
- The Road to Foreign Policy. Doubleday Doran, New York 1944.
- mit Herbert Hoover: The Basis of Lasting Peace. D. van Norstrand Company, New York 1945.
- als Hrsg.: The Ciano Diaries 1939–1943: The Complete, Unabridged Diaries of Count Galeazzo Ciano, Italian Minister of Foreign Affairs, 1936–1943. Einleitung. Sumner Welles. Garden City NY 1947.
- Perrin C. Galpin (Hrsg.): Hugh Gibson, 1883–1954, Extracts from his Letters and Anecdotes from his Friends. New York 1956.